# Far Away (canción de Nickelback)
«Far Away» es una canción de la banda de rock canadiense Nickelback, lanzado a través de Roadrunner Records el 23 de enero de 2006 como el tercer sencillo de su quinto álbum de estudio All the Right Reasons (2005). La canción alcanzó el puesto número 8 en los Estados Unidos, lo que convierte a All the Right Reasons en el único álbum de Nickelback hasta la fecha que tiene más de un éxito entre los diez primeros. El guitarrista y cantante principal de la banda, Chad Kroeger, describió esta canción durante su gira por Australia como la "única canción de amor real" que tiene Nickelback. Describió muchos otros como "sobre el amor", pero no sólo sobre "estar enamorado".
La canción fue relanzada en el Reino Unido el 22 de septiembre de 2008, tras el éxito de "Rockstar" y el relanzamiento de "Photograph".

## Antecedentes
"Far Away" fue un gran éxito en los Estados Unidos y se convirtió en el cuarto sencillo de la banda en la lista de las diez más populares del Billboard Hot 100, alcanzando el puesto número 8. La canción fue el segundo sencillo en el top 10 de su último álbum All the Right Reasons después del sencillo principal del álbum, "Photograph", que alcanzó el puesto número dos en la lista.

## Video musical
El video musical de "Far Away" se mostró por primera vez en V-Spot de VH1. Filmado en Green Timbers Park en Surrey, Columbia Británica, en las afueras de Vancouver, el video comienza con una pareja en la cama, cuando suena un teléfono celular y el esposo se ve obligado a irse. Se revela que es bombero y ha sido llamado para ayudar a combatir un incendio forestal.
A medida que avanza la canción, vemos a los bomberos arrojados directamente al medio del fuego por un helicóptero, que rápidamente los abruma y los obliga a retirarse. El esposo regresa para ayudar a un bombero caído y ve que el helicóptero se va sin él. Después de que el esposo ve que el helicóptero se va, se ve un gran árbol en llamas cayendo, presumiblemente sobre él. Este metraje se intercala con su esposa viendo las noticias sobre el incendio.
Más tarde, recibe una llamada telefónica y se derrumba, ya que parece que le han informado de que su esposo ha muerto. Sale corriendo y ve a varios bomberos salir de un camión... incluido su esposo, cubierto de hollín. Ella corre hacia él y lo abraza, y el video termina.
La canción entera también incluye cortes intermedios en los que la banda toca en una gran sala llena de luces estroboscópicas de color rojo y naranja.
Más tarde, VH1 nombró a este video como la tercera mejor canción en el Top 40 de videos de 2006, detrás de "Hips Don't Lie" de Shakira y por delante de "SexyBack" de Justin Timberlake.

## Posicionamiento en lista
| Lista (2006–2008)                   | Mejor posición |
| ----------------------------------- | -------------- |
| Australia (ARIA)                    | 2              |
| Austria (Ö3 Austria Top 40)         | 22             |
| Bélgica (Flandes) (Ultratop 50)     | 45             |
| Canadá (Canadian Hot 100)           | 50             |
| Canadá (Canada AC)                  | 18             |
| Canadá (CHR/Top 40)                 | 3              |
| Canadá (Hot AC)                     | 1              |
| Eslovaquia (Rádio Top 100)          | 56             |
| Estados Unidos (Billboard Hot 100)  | 8              |
| Estados Unidos (Adult Contemporary) | 5              |
| Estados Unidos (Adult Top 40)       | 1              |
| Estados Unidos (Mainstream Top 40)  | 1              |
| European Hot 100                    | 69             |
| Irlanda (IRMA)                      | 17             |
| Nueva Zelanda (Recorded Music NZ)   | 2              |
| Países Bajos (Dutch Top 40)         | 18             |
| Países Bajos (Mega Single Top 100)  | 31             |
| Reino Unido (UK Singles Chart)      | 40             |
| República Checa (Rádio Top 100)     | 56             |
| Suecia (Sverigetopplistan)          | 51             |
| Suiza (Schweizer Hitparade)         | 41             |